# Anna Karolína Schmiedlová
Anna Karolína Schmiedlová, née le 13 septembre 1994 à Košice, est une joueuse de tennis slovaque, professionnelle depuis 2011.

## Carrière

### 2015. Premiers titres WTA
En février, lors du tournoi de Rio de Janeiro, alors tête de série no 6 elle passe les trois premiers tours sans encombre pour se qualifier facilement pour les demi-finales. À ce stade, elle élimine Irina-Camelia Begu tête de série no 2, (6-3, 4-6, 6-2). Pour sa première finale en carrière, elle affronte l'Italienne Sara Errani, mais perd 6-72, 1-6 malgré un premier set serré.
On la retrouve de nouveau en forme en avril, lors du tournoi de Katowice, alors tête de série no 8. Elle bat notamment Alizé Cornet, tête de série no 2 sèchement en deux sets, et en demi-finale Alison Van Uytvanck (6-4, 6-1). En finale, elle affronte encore une Italienne, Camila Giorgi tête de série no 3, qu'elle bat facilement 6-4, 6-3 et s'adjuge son premier titre en carrière.
Au mois de juillet, à Bucarest, alors tête de série no 7, elle arrive à se qualifier en finale plutôt facilement, à chaque fois en deux sets. En finale, elle affronte à nouveau Sara Errani et prend sa revanche de Rio, la battant 7-63, 6-3 en un peu plus de deux heures de jeu. C'est son deuxième titre de l'année en trois finales, et fait rare, elle n'a affronté que des Italiennes.
À Bad Gastein, Anna échoue en demi-finale face à Samantha Stosur. Elle confirme sa lancée en perdant seulement en quart de finale face à Jelena Janković à Cincinnati, après y avoir battu, entre autres, Agnieszka Radwańska au premier tour.
Vient ensuite le dernier Grand Chelem de l'année : l'US Open. Anna passe les deux premiers tours face à Julia Görges puis Danka Kovinić. Elle chute sèchement face à Petra Kvitová au troisième tour.

### 2018. Premier titre depuis 2015
Elle remporte le tournoi de Bogota en avril 2018.

### 2023. Huitième de finale à Roland-Garros
Elle parvient à sa trente sixième tentative en Grand Chelem à rejoindre la deuxième semaine lors de Roland-Garros, éliminant la numéro onze Veronika Kudermetova (6-3, 6-1), l'Espagnole repêchée des qualifications Aliona Bolsova (6-3, 6-4) et la qualifiée Kayla Day (6-1, 6-3). Elle est battue à ce stade par l'ancienne finaliste Coco Gauff (5-7, 2-6).

## Palmarès

### Titres en simple dames
| No | Date       | Nom et lieu du tournoi   | Catégorie | Dotation  | Surface      | Finaliste         | Score     |          |
| -- | ---------- | ------------------------ | --------- | --------- | ------------ | ----------------- | --------- | -------- |
| 1  | 06-04-2015 | Katowice Open, Katowice  | Intern'l  | 250 000 $ | Dur (int.)   | Camila Giorgi     | 6-4, 6-3  | Parcours |
| 2  | 13-07-2015 | Bucharest Open, Bucarest | Intern'l  | 250 000 $ | Terre (ext.) | Sara Errani       | 7-63, 6-3 | Parcours |
| 3  | 09-04-2018 | Open Colsanitas, Bogota  | Intern'l  | 250 000 $ | Terre (ext.) | Lara Arruabarrena | 6-2, 6-4  | Parcours |

### Finales en simple dames
| No | Date       | Nom et lieu du tournoi       | Catégorie | Dotation  | Surface      | Vainqueure  | Score     |          |
| -- | ---------- | ---------------------------- | --------- | --------- | ------------ | ----------- | --------- | -------- |
| 1  | 16-02-2015 | Rio Open, Rio de Janeiro     | Intern'l  | 250 000 $ | Terre (ext.) | Sara Errani | 7-62, 6-1 | Parcours |
| 2  | 07-01-2019 | Hobart International, Hobart | Intern'l  | 250 000 $ | Dur (ext.)   | Sofia Kenin | 6-3, 6-0  | Parcours |

### Titres en simple en WTA 125
| No | Date       | Nom et lieu du tournoi   | Catégorie | Dotation  | Surface      | Finaliste    | Score         |          |
| -- | ---------- | ------------------------ | --------- | --------- | ------------ | ------------ | ------------- | -------- |
| 1  | 26-07-2021 | Belgrade Open, Belgrade  | WTA 125   | 115 000 $ | Terre (ext.) | Arantxa Rus  | 6-3, 6-3      | Parcours |
| 2  | 13-05-2024 | Parma Ladies Open, Parme | WTA 125   | 115 000 $ | Terre (ext.) | Mayar Sherif | 7-5, 2-6, 6-4 | Parcours |

### Finale en simple en WTA 125
| No | Date       | Nom et lieu du tournoi   | Catégorie | Dotation  | Surface      | Vainqueure | Score    |          |
| -- | ---------- | ------------------------ | --------- | --------- | ------------ | ---------- | -------- | -------- |
| 1  | 18-09-2023 | Parma Ladies Open, Parme | WTA 125   | 115 000 $ | Terre (ext.) | Ana Bogdan | 7-5, 6-1 | Parcours |

## Parcours en Grand Chelem

### En simple dames
| Année | Open d'Australie | Open d'Australie | Internationaux de France | Internationaux de France | Wimbledon       | Wimbledon           | US Open         | US Open                  |
| ----- | ---------------- | ---------------- | ------------------------ | ------------------------ | --------------- | ------------------- | --------------- | ------------------------ |
| 2013  | Q1               | Vesna Dolonc     | 2e tour (1/32)           | Jamie Hampton            | 1er tour (1/64) | Samantha Stosur     | 2e tour (1/32)  | Kaia Kanepi              |
| 2014  | 2e tour (1/32)   | Garbiñe Muguruza | 3e tour (1/16)           | Garbiñe Muguruza         | 1er tour (1/64) | Alizé Cornet        | 1er tour (1/64) | Aliaksandra Sasnovich    |
| 2015  | 2e tour (1/32)   | Zarina Diyas     | 1er tour (1/64)          | Alison Van Uytvanck      | 1er tour (1/64) | Coco Vandeweghe     | 3e tour (1/16)  | Petra Kvitová            |
| 2016  | 1er tour (1/64)  | Daria Kasatkina  | 1er tour (1/64)          | Garbiñe Muguruza         | 1er tour (1/64) | Simona Halep        | 1er tour (1/64) | Anastasija Sevastova     |
| 2017  | —                | —                | —                        | —                        | —               | —                   | Q3              | Kateryna Kozlova         |
| 2018  | 1er tour (1/64)  | Daria Kasatkina  | 1er tour (1/64)          | Irina-Camelia Begu       | 1er tour (1/64) | Kristina Mladenovic | 1er tour (1/64) | Wang Yafan               |
| 2019  | 1er tour (1/64)  | Elise Mertens    | 1er tour (1/64)          | Naomi Osaka              | 1er tour (1/64) | Mónica Puig         | —               | —                        |
| 2020  | 1er tour (1/64)  | Belinda Bencic   | 3e tour (1/16)           | Nadia Podoroska          | Annulé          | Annulé              | —               | —                        |
| 2021  | 2e tour (1/32)   | Ons Jabeur       | 1er tour (1/64)          | Kristina Mladenovic      | Q2              | Urszula Radwańska   | 2e tour (1/32)  | Anastasia Pavlyuchenkova |
| 2022  | 1er tour (1/64)  | Jeļena Ostapenko | 2e tour (1/32)           | Danka Kovinić            | 2e tour (1/32)  | Magdalena Fręch     | 2e tour (1/32)  | Zhang Shuai              |
| 2023  | 2e tour (1/32)   | Camila Giorgi    | 1/8 de finale            | Coco Gauff               | 1er tour (1/64) | Viktorija Golubic   | 3e tour (1/16)  | Wang Xinyu               |
| 2024  | 1er tour (1/64)  | Coco Gauff       | 1er tour (1/64)          | Sara Errani              | 1er tour (1/64) | Wang Yafan          | 1er tour (1/64) | Clara Tauson             |
| 2025  | Q2               | Rebeka Masarova  |                          |                          |                 |                     |                 |                          |

N.B. : à droite du résultat se trouve le nom de l'ultime adversaire.

### En double dames
| Année | Open d'Australie                                                                      | Open d'Australie                                                                              | Internationaux de France                                                             | Internationaux de France                                                            | Wimbledon                                                                                          | Wimbledon | US Open | US Open |
| ----- | ------------------------------------------------------------------------------------- | --------------------------------------------------------------------------------------------- | ------------------------------------------------------------------------------------ | ----------------------------------------------------------------------------------- | -------------------------------------------------------------------------------------------------- | --------- | ------- | ------- |
| 2014  | —                                                                                     | —                                                                                             | 1er tour (1/32) K. Nara \|\| style="text-align:left;" \| Chan H.-c. Chan Y.-j.       | 1er tour (1/32) J. Čepelová \|\| style="text-align:left;" \| S. Aoyama R. Voráčová  | 2e tour (1/16) C. McHale \|\| style="text-align:left;" \| V. King L. Raymond                       |           |         |         |
| 2015  | 1er tour (1/32) Ka. Plíšková \|\| style="text-align:left;" \| S. Errani R. Vinci      | 2e tour (1/16) Y. Bonaventure \|\| style="text-align:left;" \| Chan H.-c. A. Medina Garrigues | —                                                                                    | —                                                                                   | 1er tour (1/32) J. Husárová \|\| style="text-align:left;" \| A. Medina Garrigues A. Parra Santonja |           |         |         |
| 2016  | 1er tour (1/32) J. Husárová \|\| style="text-align:left;" \| M. Keys A. Tomljanović   | 1er tour (1/32) M. Rybáriková \|\| style="text-align:left;" \| M. Johansson P. Parmentier     | 1er tour (1/32) D. Allertová \|\| style="text-align:left;" \| J. Görges Ka. Plíšková | 1er tour (1/32) R. Voráčová \|\| style="text-align:left;" \| A. Klepač K. Srebotnik | |           |         |         |
|       |                                                                                       |                                                                                               |                                                                                      |                                                                                     | |           |         |         |
| 2022  | 1er tour (1/32) K. Zimmermann \|\| style="text-align:left;" \| C. Dolehide S. Sanders | —                                                                                             | —                                                                                    | —                                                                                   | —                                                                                                  | —         | —       |         |
| 2023  | —                                                                                     | —                                                                                             | —                                                                                    | —                                                                                   | 1er tour (1/32) R. Peterson \|\| style="text-align:left;" \| M. Kostyuk E.G. Ruse                  | —         | —       |         |
| 2024  | 1er tour (1/32) A. Kalinina \|\| style="text-align:left;" \| E. Navarro D. Shnaider   | 1er tour (1/32) K. Piter \|\| style="text-align:left;" \| B. Krejčíková L. Siegemund          | —                                                                                    | —                                                                                   | 1er tour (1/32) T. Maria \|\| style="text-align:left;" \| E. Shibahara A. Sutjiadi                 |           |         |         |

N.B. : le nom de la partenaire se trouve sous le résultat ; les noms des ultimes adversaires se trouvent à droite.

## Parcours en «Premier» et WTA 1000
Les tournois WTA « Premier Mandatory » et « Premier 5 » (entre 2009 et 2020) et WTA 1000 (à partir de 2021) constituent les catégories d'épreuves les plus prestigieuses, après les quatre levées du Grand Chelem. 

De 2009 à 2023, les tournois Premier Mandatory (dits tournois WTA 1000 obligatoires entre 2021 et 2023) regroupent Indian Wells, Miami, Madrid et Pékin, les autres constituant les tournois Premier 5 (tournois WTA 1000 non-obligatoires). À partir de 2024, le nombre de tournois WTA 1000 passe à 10 par saison (fin de l’alternance Doha / Dubaï), ces derniers devenant tous obligatoires et offrant tous 1000 points à la vainqueure (contre 900 points précédemment pour les tournois Premier 5).

### En simple dames
| Année |       |                               |                |                              |                             |                              |                               |       |                              |                                 |  |                           |
| Doha  | Dubaï | Indian Wells                  | Miami          | Madrid                       | Rome                        | Canada                       | Cincinnati                    | Pékin |                              | Wuhan                           |  |                           |
| Doha  | Dubaï | Indian Wells                  | Miami          | Madrid                       | Rome                        | Canada                       | Cincinnati                    | Pékin | Guadalajara                  |                                 |  |                           |
| Doha  | Dubaï | Indian Wells                  | Miami          | Madrid                       | Rome                        | Canada                       | Cincinnati                    | Pékin |                              |                                 |  |                           |
| 2014  |       |                               | Hors catégorie | 1er tour (1/64) Y. Wickmayer | 2e tour (1/32) V. Williams  |                              |                               |       |                              |                                 |  |                           |
| 2015  |       | Hors catégorie                |                | 1er tour (1/64) L. Davis     | 2e tour (1/32) A. Radwańska |                              | 1er tour (1/32) L. Šafářová   |       | 1/4 de finale J. Janković    | 1er tour (1/32) A. Van Uytvanck |  | 1/4 de finale G. Muguruza |
| 2016  |       | 1er tour (1/32) Y. Putintseva | Hors catégorie | 2e tour (1/32) M. Puig       | 2e tour (1/32) M. Brengle   | 1er tour (1/32) G. Muguruza  | 1er tour (1/32) A.L. Friedsam |       | 1er tour (1/32) J. Ostapenko |                                 |  |                           |
|       |       |                               |                |                              |                             |                              |                               |       |                              |                                 |  |                           |
| 2018  |       |                               | Hors catégorie |                              |                             | 1er tour (1/32) A. Sevastova |                               |       |                              |                                 |  |                           |
| 2019  |       | Hors catégorie                |                | 1er tour (1/64) L. Davis     | 1er tour (1/64) T. Maria    | 2e tour (1/16) A. Sasnovich  |                               |       |                              |                                 |  |                           |
|       |       |                               |                |                              |                             |                              |                               |       |                              |                                 |  |                           |
| 2021  |       | Hors catégorie                |                | 1er tour (1/64) A. Konjuh    |                             |                              |                               |       |                              | Annulé                          |  | Annulé                    |
| 2022  |       |                               | Hors catégorie |                              |                             | 1er tour (1/32) C. Gauff     |                               |       |                              | Hors calendrier                 |  |                           |
| 2023  |       | Hors catégorie                |                | 1er tour (1/64) C. Liu       | 1er tour (1/64) V. Tomova   | 1er tour (1/64) A. Parks     |                               |       |                              |                                 |  |                           |
| 2024  |       |                               |                | 1er tour (1/64) Wang Xn.     | 1er tour (1/64) Wang X.     | 2e tour (1/32) O. Jabeur     | 1er tour (1/64) A. Sasnovich  |       |                              |                                 |  |                           |

Sous le résultat, l’ultime adversaire.
1. 1 2   Les tournois de Doha et Dubaï alternent le statut de tournoi WTA 1000 (ex Premier 5) entre 2009 et 2023 : les trois premières éditions ont lieu à Dubaï, les trois suivantes à Doha, puis Dubaï accueille le tournoi de cette catégorie les années impaires et Dubaï les années paires. De 2011 à 2023, la ville qui n’accueille pas de WTA 1000 organise à la place un tournoi WTA 500 (ex Premier).
2. 1 2 3 4 5 6 7   L’ordre de déroulement des tournois a évolué depuis 2009 : Rome se dispute avant Madrid et Cincinnati avant Montréal/Toronto jusqu’en 2010, tandis que Tokyo/Wuhan/Guadalajara ont lieu avant Pékin jusqu’en 2023.
3. 1 2  Du fait de la pandémie de Covid-19, les tournois d’Indian Wells, de Miami, de Madrid, du Canada, de Wuhan et de Pékin sont annulés en 2020. Ces deux derniers le sont également en 2021. Pour des raisons d’organisation, le tournoi de Cincinnati 2020 a exceptionnellement lieu à Flushing Meadows à New York.
4. ↑  Le 1er décembre 2021, le président de la WTA, Steve Simon, annonce que tous les tournois prévus en Chine et à Hong Kong sont suspendus à partir de 2022, en raison de préoccupations concernant la sécurité et le bien-être de la joueuse de tennis chinoise Peng Shuai après ses allégations de relations sexuelles non-consenties avec Zhang Gaoli, membre de haut rang du Parti communiste chinois. Le tournoi de Pékin revient en 2023. Le tournoi de Guadalajara remplace celui de Wuhan pendant deux ans, ce dernier réapparaissant en 2024.

## Parcours aux Jeux olympiques

### En simple dames
| # | Date       | Nom de l'olympiade                  | Surface             | Résultat                 | Ultime adversaire  | Score         |          |
| - | ---------- | ----------------------------------- | ------------------- | ------------------------ | ------------------ | ------------- | -------- |
| 1 | 06/08/2016 | Olympic Tennis Event Rio de Janeiro | Dur (ext.)          | 2e tour (1/16)           | Ekaterina Makarova | 3-6, 6-4, 6-2 | Parcours |
| 1 | 27/07/2024 | Olympic Tennis Event Paris          | Terre battue (ext.) | 4e place (petite finale) | Iga Świątek        | 6-2, 6-1      | Parcours |

## Parcours en Fed Cup
| #                                                                   | Date       | Lieu       | Surface      | Gagnante(s)                                | Perdante(s)                                    | Score            |          |
| ------------------------------------------------------------------- | ---------- | ---------- | ------------ | ------------------------------------------ | ---------------------------------------------- | ---------------- | -------- |
|                                                                     |            |            |              |                                            |                                                |                  |          |
| 2012 - Barrage (groupe mondial I) - Espagne - Slovaquie - 2 : 3     |            |            |              |                                            |                                                |                  |          |
| 1                                                                   | 21/04/2012 | Marbella   | Terre (ext.) | Nuria Llagostera Arantxa Parra             | Magdaléna Rybáriková Anna Karolína Schmiedlová | 6-0, 6-77, 6-3   | Parcours |
|                                                                     |            |            |              |                                            |                                                |                  |          |
| 2014 - Barrage (groupe mondial I) - Canada - Slovaquie - 3 : 1      |            |            |              |                                            |                                                |                  |          |
| 2                                                                   | 19/04/2014 | Québec     | Dur (int.)   | Janette Husárová Anna Karolína Schmiedlová | Gabriela Dabrowski Sharon Fichman              | 6-4, 5-7, 11-9   | Parcours |
|                                                                     |            |            |              |                                            |                                                |                  |          |
| 2015 - 1er tour (groupe mondial II) - Pays-Bas - Slovaquie - 4 : 1  |            |            |              |                                            |                                                |                  |          |
| 3                                                                   | 07/02/2015 | Apeldoorn  | Terre (int.) | Anna Karolína Schmiedlová                  | Kiki Bertens                                   | 6-2, 7-5         | Parcours |
| 3                                                                   | 07/02/2015 | Apeldoorn  | Terre (int.) | Arantxa Rus                                | Anna Karolína Schmiedlová                      | 6-3, 2-6, 6-4    | Parcours |
|                                                                     |            |            |              |                                            |                                                |                  |          |
| 2015 - Barrage (groupe mondial II) - Slovaquie - Suède - 4 : 0      |            |            |              |                                            |                                                |                  |          |
| 4                                                                   | 18/04/2015 | Bratislava | Terre (int.) | Anna Karolína Schmiedlová                  | Rebecca Peterson                               | 6-3, 6-3         | Parcours |
| 4                                                                   | 18/04/2015 | Bratislava | Terre (int.) | Anna Karolína Schmiedlová                  | Ellen Allgurin                                 | 6-1, 6-4         | Parcours |
| 4                                                                   | 18/04/2015 | Bratislava | Terre (int.) | Jana Čepelová Anna Karolína Schmiedlová    | Susanne Celik Rebecca Peterson                 | 4-6, 6-3, [10-7] | Parcours |
|                                                                     |            |            |              |                                            |                                                |                  |          |
| 2016 - 1er tour (groupe mondial II) - Slovaquie - Australie - 2 : 3 |            |            |              |                                            |                                                |                  |          |
| 5                                                                   | 06/02/2016 | Bratislava | Dur (int.)   | Anna Karolína Schmiedlová                  | Arina Rodionova                                | 5-7, 7-5, 6-0    | Parcours |
| 5                                                                   | 06/02/2016 | Bratislava | Dur (int.)   | Samantha Stosur                            | Anna Karolína Schmiedlová                      | 7-65, 7-5        | Parcours |
|                                                                     |            |            |              |                                            |                                                |                  |          |
| 2016 - Barrage (groupe mondial II) - Slovaquie - Canada - 3 : 2     |            |            |              |                                            |                                                |                  |          |
| 6                                                                   | 16/04/2016 | Bratislava | Terre (int.) | Anna Karolína Schmiedlová                  | Aleksandra Wozniak                             | 6-4, 4-6, 6-4    | Parcours |
|                                                                     |            |            |              |                                            |                                                |                  |          |
| 2017 - 1er tour (groupe mondial II) - Italie - Slovaquie : 2 - 3    |            |            |              |                                            |                                                |                  |          |
| 7                                                                   | 11/02/2017 | Forlì      | Terre (int.) | Francesca Schiavone                        | Anna Karolína Schmiedlová                      | 6-3, 6-1         | Parcours |
| 7                                                                   | 11/02/2017 | Forlì      | Terre (int.) | Jasmine Paolini Martina Trevisan           | Anna Karolína Schmiedlová Rebecca Šramková     | 5-2 ab.          | Parcours |
|                                                                     |            |            |              |                                            |                                                |                  |          |
| 2018 - 1er tour (groupe mondial II) - Slovaquie - Russie : 4 : 1    |            |            |              |                                            |                                                |                  |          |
| 8                                                                   | 10/02/2018 | Bratislava | Dur (int.)   | Jana Čepelová Anna Karolína Schmiedlová    | Anna Kalinskaya Veronika Kudermetova           | 6-3, 6-2         | Parcours |

## Classements WTA en fin de saison
| Année          | 2011 | 2012 | 2013 | 2014 | 2015 | 2016 | 2017 | 2018 | 2019 | 2020 | 2021 | 2022 | 2023 | 2024 |
| Rang en simple | 634  | 212  | 74   | 73   | 26   | 226  | 133  | 77   | 138  | 139  | 84   | 100  | 71   | 110  |
| Rang en double | 1118 | 432  | 318  | 327  | 338  | 692  | 670  | –    | –    | 504  | 619  | 1250 | 1357 | 1053 |

Source : (en) Classements de Anna Karolína Schmiedlová sur le site officiel de la Fédération internationale de tennis

## Records et statistiques

### Victoires sur le top 10
Toutes ses victoires sur des joueuses classées dans le top 10 de la WTA lors de la rencontre.
| Légende         |
| Grand Chelem    |
| Jeux olympiques |
| Masters         |
| WTA 1000        |
| Elite Trophy    |
| WTA 500         |
| WTA 250         |
| Fed Cup         |

|   |       |  | Tournoi         | Année | Surface      |                    | Adversaire      | Rang | Tour     | Score         | Tableau |
| - | ----- |  | --------------- | ----- | ------------ | ------------------ | --------------- | ---- | -------- | ------------- | ------- |
| 1 | no 59 |  | Jeux olympiques | 2016  | Dur          |                    | Roberta Vinci   | no 8 | 1/32     | 6-4, 7-5      | Tableau |
| 2 | no 67 |  | Jeux olympiques | 2024  | Terre battue |                    | Jasmine Paolini | no 5 | 1/8      | 7-5, 3-6, 7-5 | Tableau |
| 3 | no 67 |  | Jeux olympiques | 2024  | Terre battue | Barbora Krejčíková | no 10           | 1/4  | 6-4, 6-2 |               | Tableau |